# Катсхёйс
Катсхёйс (нидерл. Catshuis) — с 1963 года официальная резиденция премьер-министра Нидерландов, служащая для официальных встреч и приёмов. Находится на окраине Гааги рядом с дорогой в район Схевенинген.

## История
Здание было построено на месте бывшей фермы (остатки жилых помещений которой сохранились в левом крыле здания) под именем нидерл. Huis Sorgvliet Якобом Катсом, жившим здесь с 14 июля 1652 года, и изначально было одноэтажным. В 1675 году поместье перешло во владение Ханса Виллема Бентинка, камергера штатгальтера Вильгельма III. Его сын Виллем Бентинк в 1738 году пристроил к зданию колокольную башню.
В 1999—2004 годах здание подверглось капитальному ремонту с целью приведения его к современным нормам безопасности и комфорта.